# آندره‌آ ننچینی
آندره‌آ ننچینی (ایتالیایی: Andrea Nencini؛ زادهٔ ۲۵ دسامبر ۱۹۴۸) بازیکن والیبال اهل ایتالیا است.
وی در مسابقات کشوری و بین‌المللی در مجموع برندهٔ ۱ مدال طلا، ۱ مدال نقره شده‌است.